# Phước Tân (Đồng Nai)
Phước Tân is een xã van Biên Hòa, de hoofdstad van de provincie Đồng Nai.